# Неизпратеното писмо
„Неизпратеното писмо“ (на руски: Неотправленное письмо) е съветски филм от 1959 година, заснет от „Мосфилм“ по мотиви от едноименния очерк на Валерий Осипов.

## Сюжет
Трима геолози и техният водач се отправят в суровата тайга на Сибир, за да търсят диаманти. След дълго и изнурително пътуване те се поздравяват с успех и нанасят местонахождението на диамантеното находище върху картата. Тя трябва да бъде изпратена в Москва, но в деня на заминаването им, жесток горски пожар унищожава кануто им. Геолозите попадат в капан в непроходимите гори. Всяка следваща тяхна стъпка е борба за оцеляване.

## В ролите
- Татяна Самойлова, като Таня
- Василий Ливанов, като Андрей
- Инокентий Смоктуновски, като Сабинин
- Евгений Урбанский, като водача Сергей Степанович
- Галина Кожакина, като Вера

## История
Снимките на филма протичат в тайгата, на брега на река Ус.
Филмът е включен в конкурсната програма на Международния кинофестивал в Кан, Франция, през 1960 [година.

## Номинации
- Номинация за Златна палма от Международния кинофестивал в Кан, Франция, през 1960 година.